# Lisseuil
Lisseuil is een gemeente in het Franse departement Puy-de-Dôme (regio Auvergne-Rhône-Alpes) en telt 89 inwoners (2009). De plaats maakt deel uit van het arrondissement Riom.

## Geografie
De oppervlakte van Lisseuil bedraagt 6,9 km², de bevolkingsdichtheid is dus 12,9 inwoners per km².
De onderstaande kaart toont de ligging van Lisseuil met de belangrijkste infrastructuur en aangrenzende gemeenten.

## Demografie
Onderstaande figuur toont het verloop van het inwonertal (bron: INSEE-tellingen).